# Widdowson-Gletscher
Der Widdowson-Gletscher ist ein Gletscher an der Loubet-Küste des Grahamlands auf der Antarktischen Halbinsel. Er fließt zwischen dem Drummond- und dem McCance-Gletscher in die Widdowson Cove, eine Nebenbucht der Darbel Bay.
Der Falkland Islands Dependencies Survey kartierte ihn anhand von Luftaufnahmen der Hunting Aerosurveys Ltd. aus den Jahren von 1955 bis 1957. Das UK Antarctic Place-Names Committee benannte ihn 1959 nach der britischen Medizinerin und Ernährungswissenschaftlerin Elsie May Widdowson (1906–2000) von der University of Cambridge, die von 1938 bis 1966 an der Entwicklung von Nahrungsmittelrationen für britische Polarexpeditionen beteiligt war.